# Condado de Peoria
O Condado de Peoria é um dos 102 condados do Estado americano de Illinois. A sede do condado é Peoria, e sua maior cidade é Peoria. O condado possui uma área de 1 634 km² (dos quais 29 km² estão cobertos por água), uma população de 183 433 habitantes, e uma densidade populacional de 114 hab/km² (segundo o censo nacional de 2000). O condado foi fundado em 13 de janeiro de 1825.